# Дарбандсар
Дарбандсар (перс. پیست اسکی دربندسر‎, Pīst-e Eskī-ye Darbandsar) — горнолыжная трасса вблизи Тегерана. Была оборудована в 1982 году. Курорт расположен в одноимённой деревне на северном склоне горы Кашулак (3650 м, хребет Эльбрус) в 60 км к северо-востоку от главного мегаполиса страны.
Является второй по сложности из горнолыжных трасс региона после «Шемшака». Примечательно, что можно на лыжах или сноуборде проехать из «Дизина» в «Дарбандсар» (однако обратно придётся добираться на автомобиле). Трассы здесь отличаются крутизной и сложностью, являются сертифицированными для проведения международных соревнований.
Возможность для спуска вне трасс по «пушистому» снегу особенно привлекает сноубордистов и лыжников-фрирайдеров, а подъём на вертолёте, на вершину горы Кашулак, делает катание особенно экстремальным. В «Дарбандсаре» развито ледолазание, скалолазание и парашютизм. Курорт ведёт активное развитие возможностей для горного велосипедного спорта и беговых лыж.
К северу от «Дарбандсара» расположено ущелье «Таль-Танге», где иногда снег лежит до июня или июля.

## Инфраструктура
Кататься на лыжах в «Дарбандсаре» можно с декабря по март. Здесь работает лыжная школа, где вам могут предоставить профессиональные услуги по обучению. В сезон можно оказаться в длинной очереди на подъёмник, а во второй половине дня снег превращается в мягкую кашу, поэтому самое приятное катание — утром. Имеется гондольный подъёмник с кабинами на 12 человек, а также семь других, включая кресельные, бугельные и тросовый на учебной трассе. Отсутствие большой оборудованной парковки создает некоторые неудобства туристам. Есть ресторан и несколько небольших кафе. Гостиниц в «Дарбандсаре» нет. Можно остановиться в «Шемшаке» (2 км) или в «Дизине» (10 км).
Возможность катания в тёмное время суток: нет.
Время работы курорта: ежедневно (включая праздничные дни) с 08.00 до 16.00.
Прокат горнолыжного снаряжения: есть.

## География
Высшая точка трассы: 3570 м над уровнем моря.
Высшая точка гондольных подъёмников (12 человек): 3370 м над уровнем моря.
Нижняя точка трассы: 2670 м над уровнем моря.
Перепад высоты: 700 м.
Средняя глубина снега: 2-4 метра.

## Как добраться
На автомобиле из Тегерана путь займёт от часа до полутора . При снегопадах понадобятся цепи антискольжения. Зимой после схода лавины или камнепада дорогу могут временно закрыть.

## Крупные горнолыжные курорты недалеко от «Дарбандсара»
- «Шемшак» (Тегеран) — 2 км
- «Тучаль» (Тегеран) — 22 км
- «Абали» (Тегеран) — 52 км — самый старый горнолыжный курорт Ирана. Основан в 1953 году. Является первой горнолыжной трассой Ирана, на которой были установлены механические (бугельные) подъёмники.
- «Дизин» (Карадж) — 10 км. Самый крупный горнолыжный курорт Ирана. Один из первых в Иране, одобренный Международной федерацией лыжного спорта для проведения соревнований мирового уровня по зимним видам спорта.